# Jungermannia fauriana
Jungermannia fauriana là một loài Rêu trong họ Jungermanniaceae. Loài này được Beauverd mô tả khoa học đầu tiên năm 1924.